# Raul Barbosa
Raul António dos Santos Barbosa (ur. 18 maja 1972) – angolski piłkarz grający na pozycji obrońcy.

## Kariera klubowa
Całą swoją karierę piłkarską Barbosa spędził w Portugalii. Rozpoczął ją w klubie Padernense Clube, w którym grał w latach 1992–1994. Latem 1994 przeszedł do SC Farense. 16 października 1994 zadebiutował w pierwszej lidze portugalskiej w wygranym 2:1 domowym meczu z União Madeira. W Farense grał przez rok.
W 1995 roku Barbosa został zawodnikiem Boavisty. W Boaviście swój debiut w nim zanotował 27 sierpnia 1995 w zremisowanym 0:0 wyjazdowym spotkaniu ze Sportingiem. W Boaviście spędził sezon. W 1996 roku wrócił do Farense i grał w nim przez rok.
W sezonie 1997/1998 Barbosa grał w FC Felgueiras, a w sezonie 1998/1999 w União Madeira. Z kolei w sezonie 1999/200 występował w CD Santa Clara, w którym zakończył swoją karierę.

## Kariera reprezentacyjna
W 1998 roku Barbosa został powołany do kadry Angoli na Puchar Narodów Afryki 1998. Rozegrał na nim jeden mecz, z Wybrzeżem Kości Słoniowej (2:5).